# Campo de San Pedro
Campo de San Pedro es un municipio y localidad española de la provincia de Segovia, en la comunidad autónoma de Castilla y León. Se sitúa al nordeste de la provincia, en la Serrezuela de Pradales, y el término municipal también incluye las localidades de Fuentemizarra y Valdevarnés.
Estuvo integrada en la Comunidad de Villa y Tierra de Maderuelo, citándose como Campo de Maderuelo. En la localidad está la sede de CODINSE, asociación de municipios del nordeste de la provincia de Segovia. También se sitúa una estación de ferrocarril de la línea directa Madrid-Burgos, cerrada al tráfico.

## Geografía

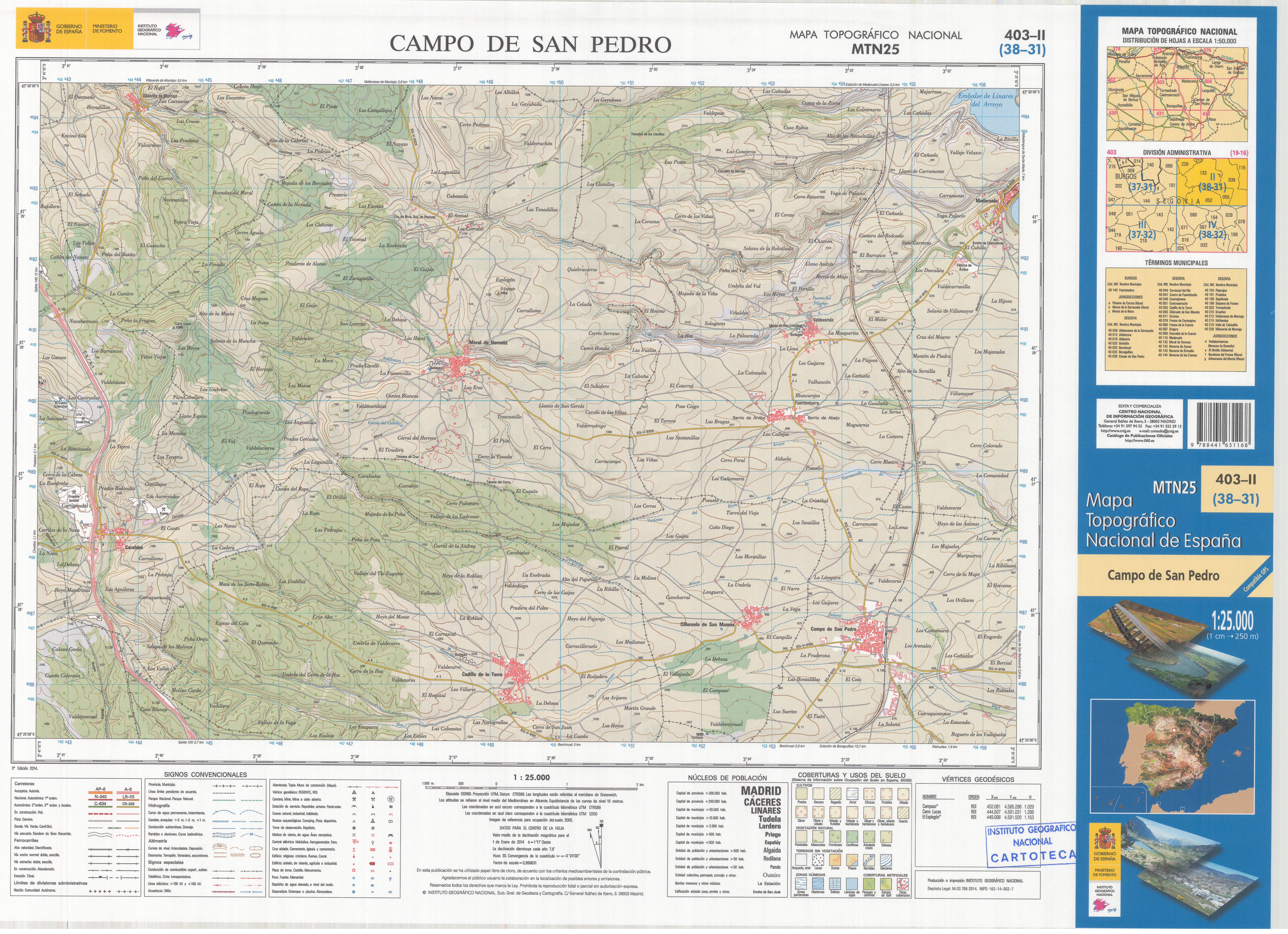
Fragmento de la hoja 403 del Mapa Topográfico Nacional de España de 2014 en el que se representa parte de Campo de San Pedro

| Noroeste: Moral de Hornuez        | Norte: Maderuelo | Noreste: Maderuelo                                               |
| Oeste: Moral de Hornuez           |                  | Este: Maderuelo, Alconada de Maderuelo, Riaguas de San Bartolomé |
| Suroeste: Cilleruelo de San Mamés | Sur: Bercimuel   | Sureste: Fresno de Cantespino                                    |

### Núcleos de población
- Campo de San Pedro, capital del municipio.
- Fuentemizarra, municipio independiente hasta 1970[1]
- Valdevarnés, municipio independiente hasta 1970[1]

## Demografía

### Población por núcleos
Desglose de población según el Padrón Continuo por Unidad Poblacional del INE.
| Núcleos            | Habitantes (2024) |
| ------------------ | ----------------- |
| Campo de San Pedro | 226               |
| Fuentemizarra      | 22                |
| Valdevarnés        | 12                |

### Evolución demográfica
Cuenta con una población de 259 habitantes (INE 2024).
| Gráfica de evolución demográfica de Campo de San Pedro entre 1842 y 2021 |
| |
| Población de derecho según los censos de población del INE. Población de hecho según los censos de población del INE.En 1970 crece el término del municipio porque incorpora a Fuentemizarra y Valdevarnes. |

## Administración y política
| Periodo   | Nombre                                                                   | Partido | Partido |
| --------- | ------------------------------------------------------------------------ | ------- | ------- |
| 1979-1983 | Honorato Martín Siguero                                                  |         | AE      |
| 1983-1987 | Pablo Sancho Martín                                                      |         | PSOE    |
| 1987-1991 | Celso Siguero Águeda                                                     |         | PSOE    |
| 1991-1995 | Macario Asenjo Ponce                                                     |         | A.I.    |
| 1995-1999 | Macario Asenjo Ponce                                                     |         | A.I.    |
| 1999-2003 | Macario Asenjo Ponce                                                     |         | PSOE    |

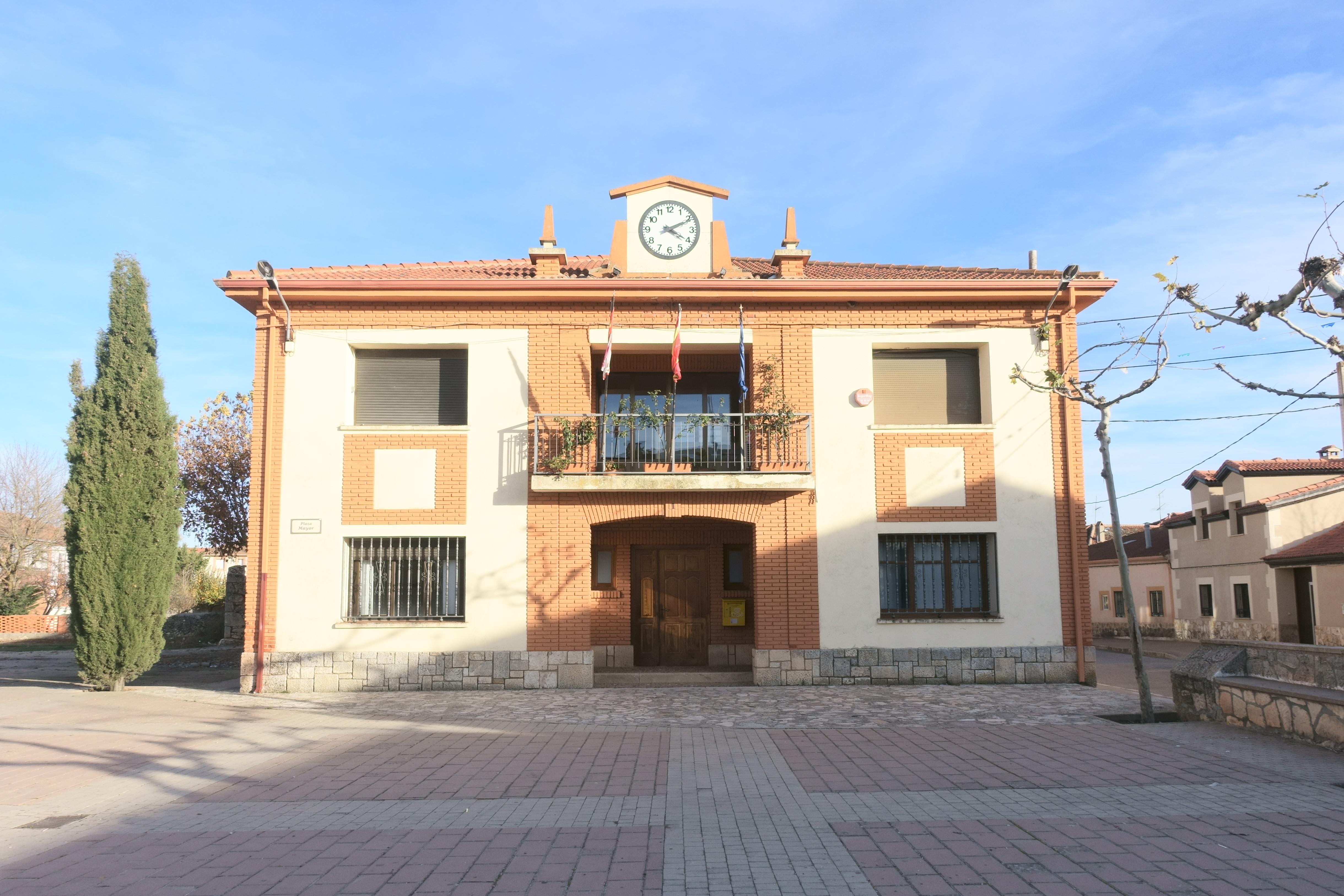
Casa consistorial

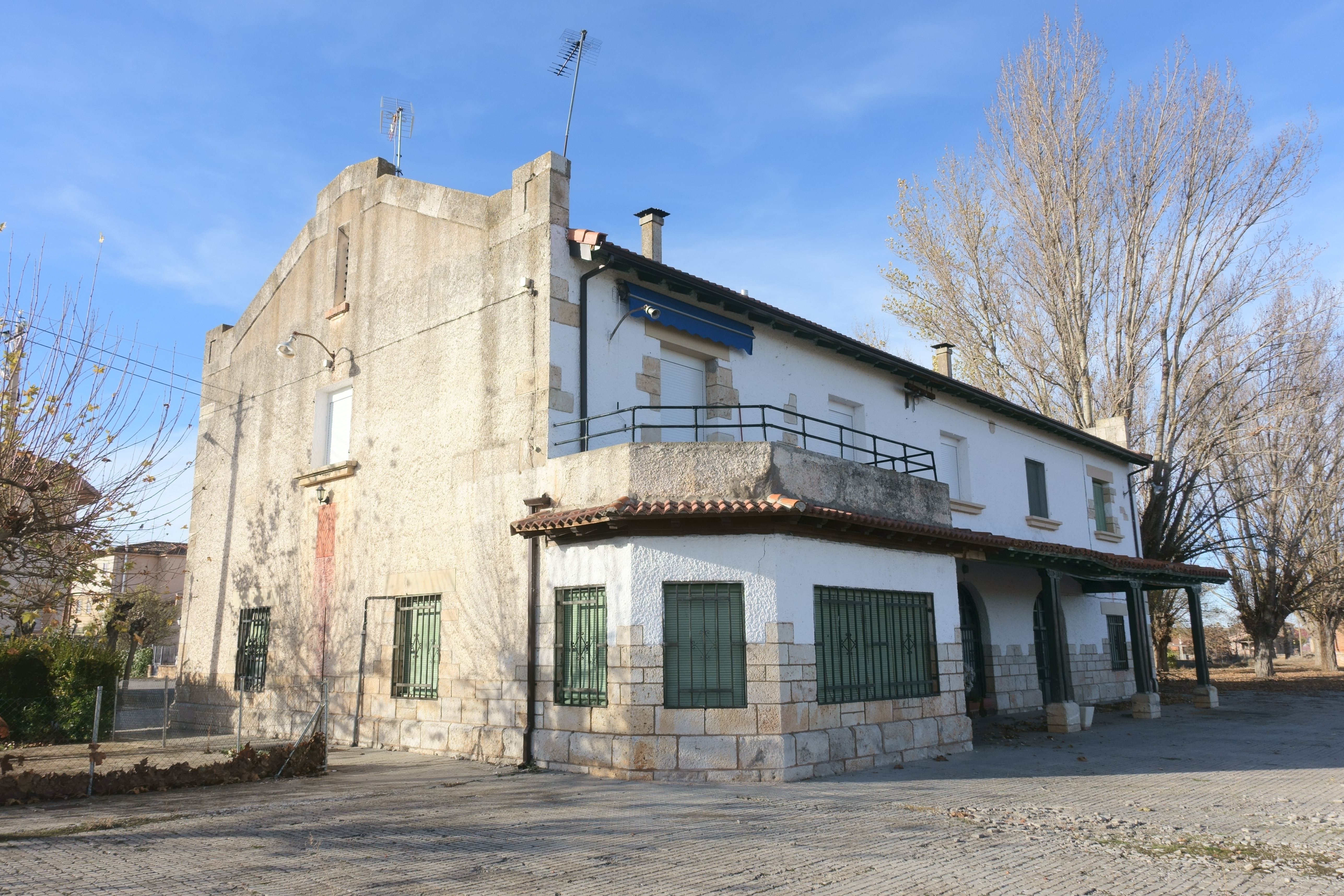
Antigua estación de la línea Madrid-Burgos, fotografiada en 2018

| 2003-2007 | Macario Asenjo Ponce († noviembre de 2004) José Antonio Martín Martín    |         | PSOE    |
| 2007-2011 | José Antonio Martín Martín                                               |         | PSOE    |
| 2011-2015 | Óscar Barbolla Barahona († abril de 2014)Diego López Bayo (mayo de 2014) |         | PP      |
| 2015-2019 | Diego López Bayo                                                         |         | PP      |
| 2019-2023 | Diego López Bayo                                                         |         | PP      |
| 2023-act. | Diego López Bayo                                                         |         | PP      |

Elecciones a la Diputación Provincial
El municipio pertenece al distrito electoral del partido judicial de Riaza en la Diputación Provincial de Segovia.